# Dysgonia renalis
Dysgonia renalis  là một loài bướm đêm thuộc họ Erebidae. Nó được tìm thấy ở Ấn Độ.